# Cave di Cusa
Cave di Cusa, também conhecida como Rocche di Cusa, foi uma pedreira localizada a poucos quilômetros da antiga cidade de Selinunte, onde atualmente fica a comuna de Campobello di Mazara. Era uma importante fonte de tufa calcária, um material bastante requisitado para construções por causa de suas características de resistência.
A área foi abandonada em 409 a.C., depois da invasão do exército cartaginês. A presença inimiga obrigou a evacuação repentina dos trabalhadores, que interromperam as atividades deixando para trás capitéis e pedaços de colunas inacabados. Os vestígios bem conservados permitiram amplos estudos arqueológicos e transformaram o local num ponto turístico.

## História
Cave di Cusa estava situada à distância de treze quilômetros de Selinunte, uma antiga cidade habitada por gregos entre os períodos Arcaico e Clássico, onde atualmente se localiza a comuna de Campobello di Mazara. Era considerada uma fonte de pedras para os templos erguidos na cidade supracitada, que oferecia materiais de tufa calcária, uma rocha compacta e resistente. Por causa dessas características, o material foi extraído por 150 anos.
A pedreira, contudo, foi abandonada em 409 a.C., ano em que o exército cartaginês, liderado pelo general Aníbal Magão, conquistou Selinunte. Os trabalhadores conseguiram escapar do ataque bélico, precisando interromper as atividades e abandonar a área. Esta interrupção abrupta, inclusive, pode ser observada pelos capitéis e pedaços de colunas inacabados presentes no local, o que propiciou o conhecimento detalhado de todas as etapas usadas no processo: desde as primeiras incisões circulares e profundas até os tambores usados para o transporte.

## Investigação arqueológica
A área é coberta por sessenta blocos de rocha, muitos deles de natureza cilíndrica e em vários estágios de entalhe, que foram originalmente planejados para a construção dum templo. As pedras extraídas eram usadas em colunas de templos, e muitas colunas ainda existem nos dias atuais. Os diferentes estágios de extração reforçam a hipótese de que os trabalhadores precisaram abandonar o local de forma bastante rápida. As investigações também observaram evidências de marcas de picaretas nas rochas de várias ferramentas de pedra, então os arqueólogos foram capazes de determinar os métodos usados para extração, muitos eram eficientes e avançados, como ranhuras e orifícios em "arquitraves", que permitiam que os trabalhadores usassem cordas e vigas para ajudar no levantamento da rocha.

## Turismo
Como parte integrante do parque arqueológico de Selinunte, Cave di Cusa é mais um atrativo turístico da província de Trapani que apresenta os aspectos da cultura grega. O local, no entanto, traz um contraste entre a paisagem rural, invadida por flores silvestres, e os elementos arquitetônicos de tempos antigos.

## Galeria

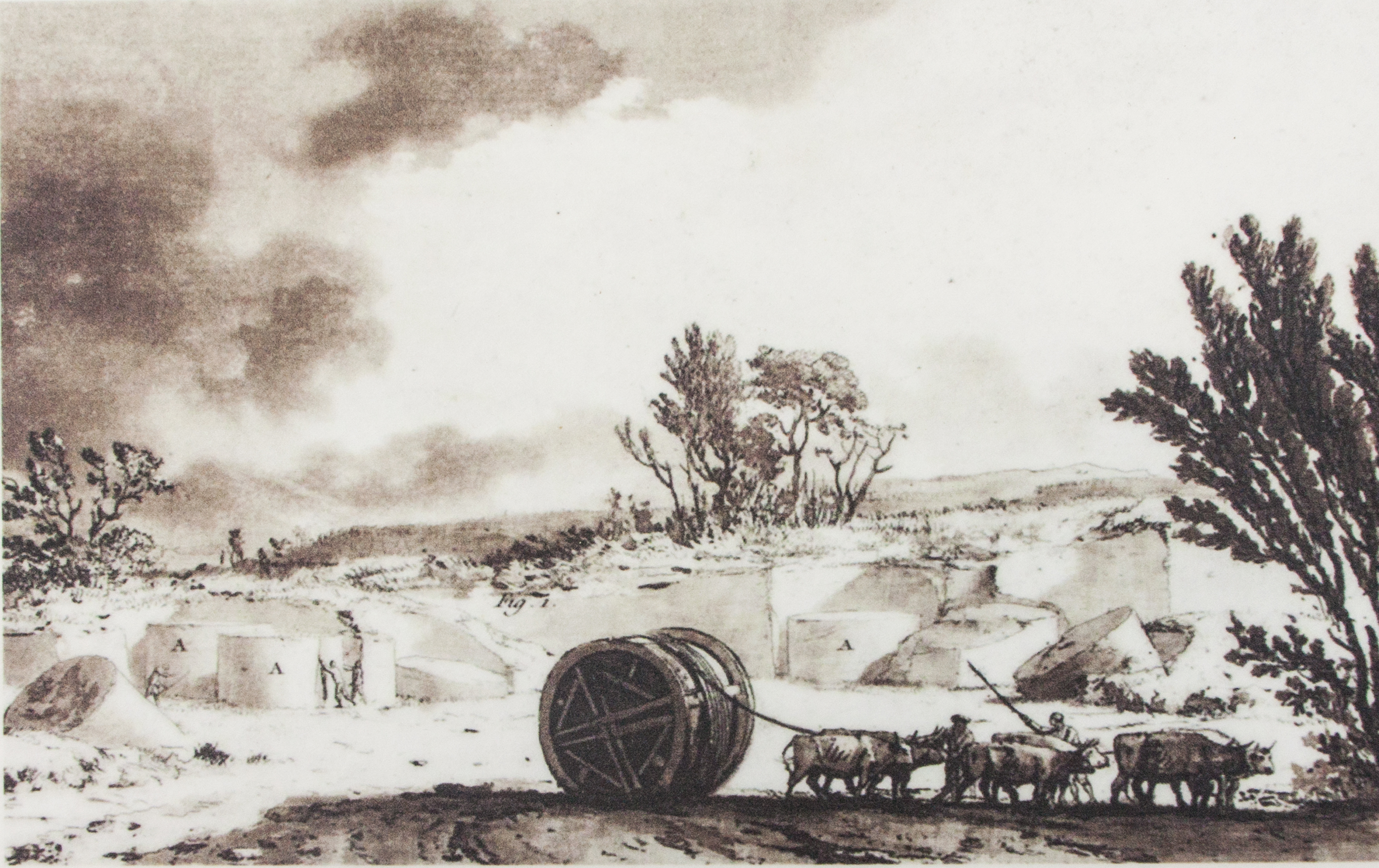
Gravura de Jean Houel (1782)
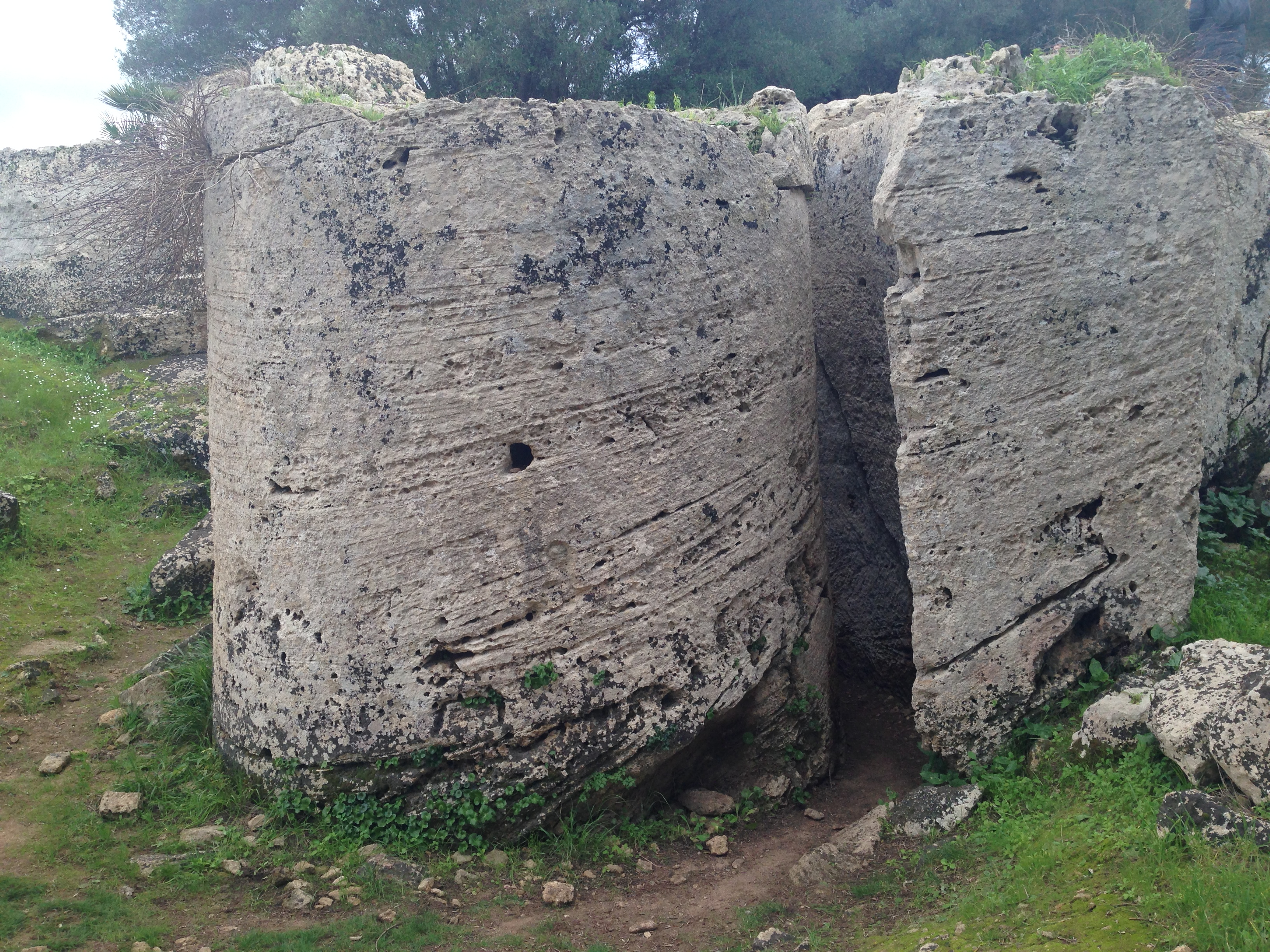
Incisões circulares profundas para criar e destacar uma coluna
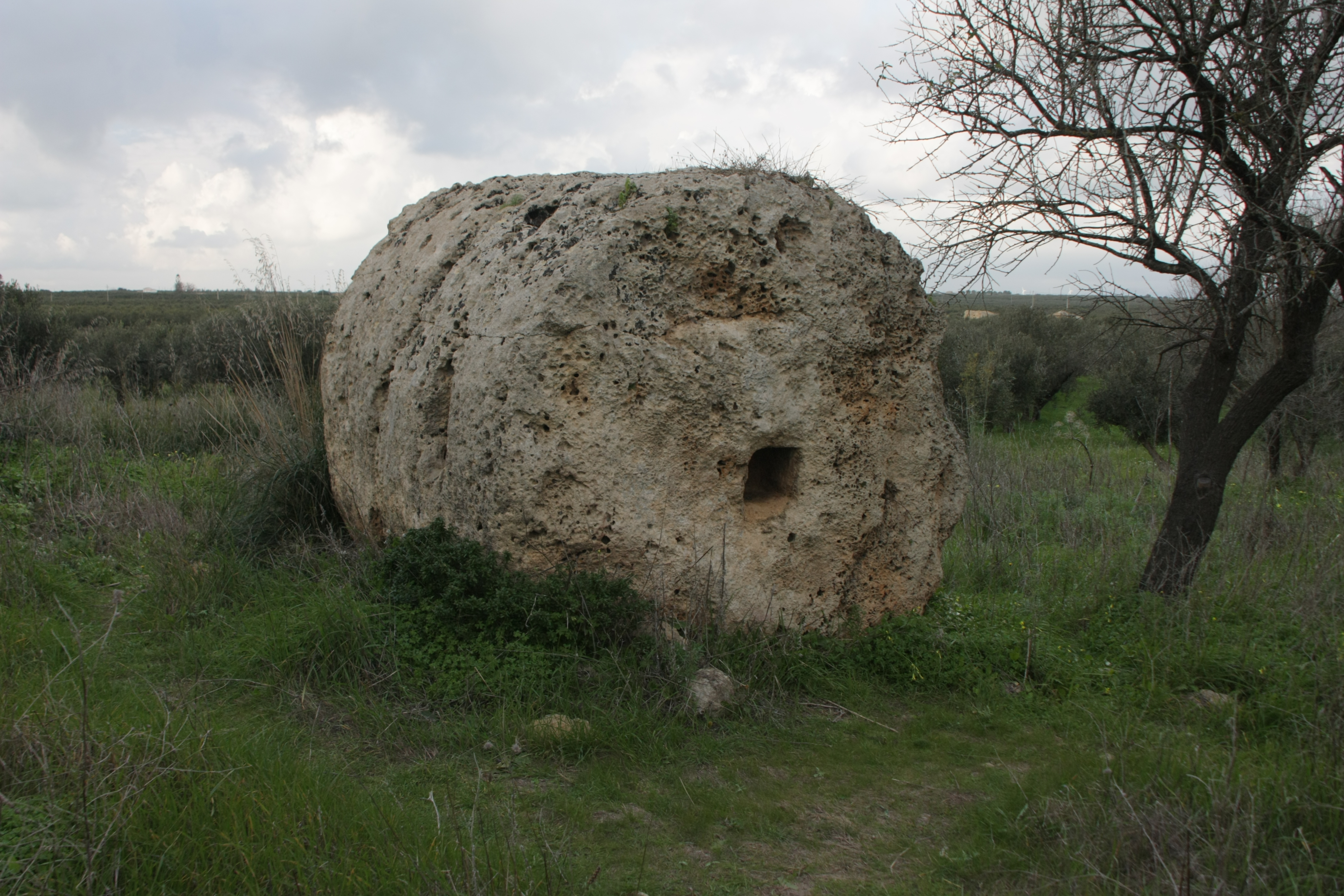
Um dos tambores da coluna com a cavidade no centro
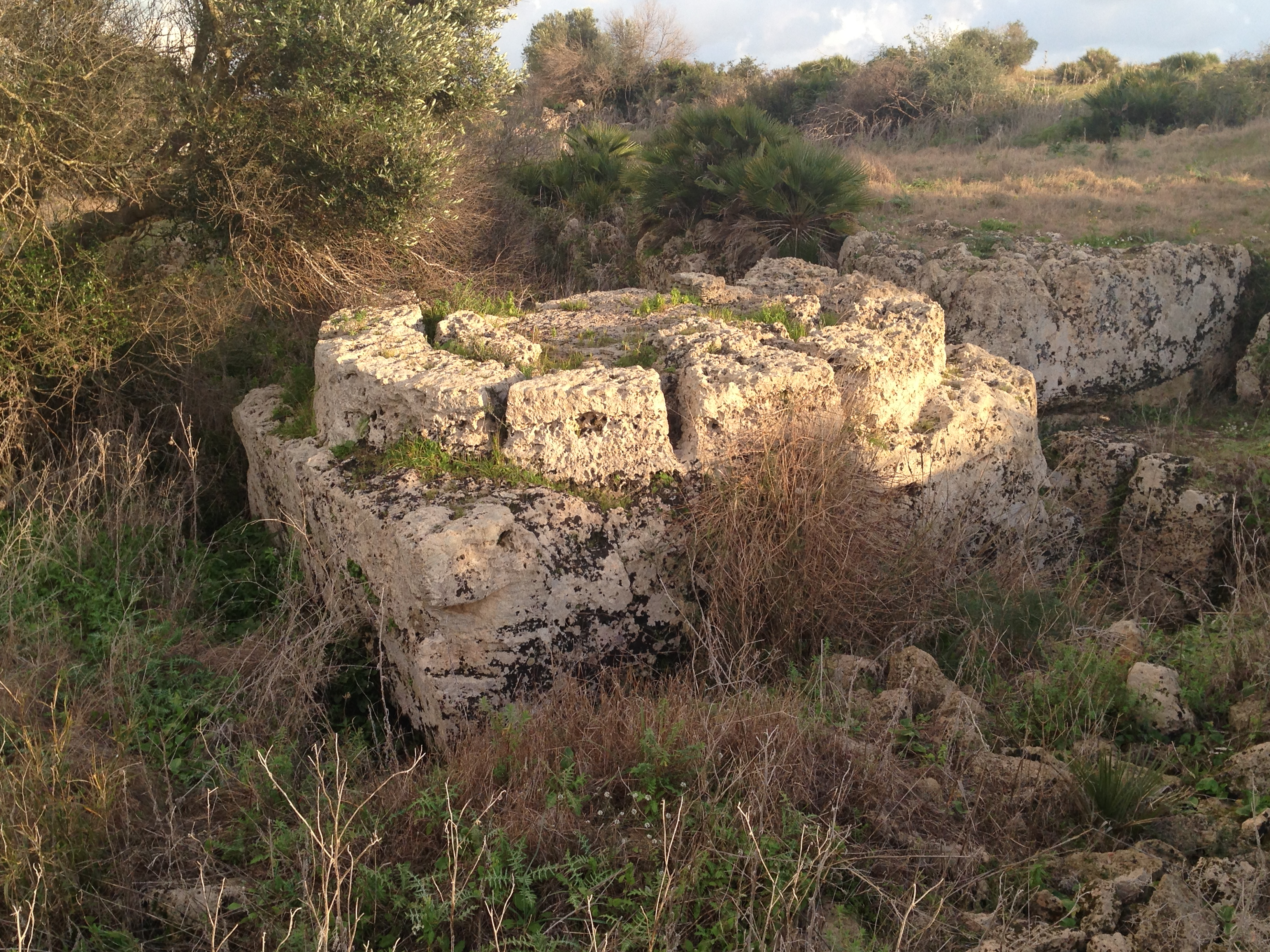
Um capitel incompleto

## Leitura complementar
- Peschlow-Bindokat, Anneliese (1990). Die Steinbrüche von Selinunt. Die Cave di Cusa und die Cave di Barone (em alemão). Mainz am Rhein: Von Zabern. ISBN 9783805310840